# Remaudierea plocamaphidis
Remaudierea plocamaphidis är en stekelart som beskrevs av Jaroslav Stary 1973. Remaudierea plocamaphidis ingår i släktet Remaudierea och familjen bracksteklar. Enligt den finländska rödlistan är arten nära hotad i Finland. Artens livsmiljö är parker, gårdsplaner och trädgårdar. Inga underarter finns listade i Catalogue of Life.